# Euagathis scutellata
Euagathis scutellata är en stekelart som beskrevs av Granger 1949. Euagathis scutellata ingår i släktet Euagathis och familjen bracksteklar. Inga underarter finns listade i Catalogue of Life.